# ЧБ (фільм)
«Ч/Б» — російський художній фільм 2015 року, комедія про пригоди російського націоналіста Ярослава і кавказького шахрая Нуріка, який став його ангелом-охоронцем. У російському прокаті фільм стартував 19 березня 2015 року.

## Сюжет
Наші дні. Небезпечного авторитету-інтелектуала Алхан одночасно вирішують пограбувати обманутий їм Ярослав і дрібний шахрай Нурік. Завдяки випадку під час їх зіткнення Нурік гине, але повертається у світ з місією: бути ангелом-охоронцем Ярослава. От тільки Ярослав при цьому потерпає від «алергії на Кавказ». Містичним чином скуті разом, ці двоє змушені шукати спільну мову і рятуватися від спраглого розправи Алхан з його підручними.

## У ролях
- Олексій Чадов
- Мераб Нінідзе
- Сергій Маковецький
- Ігор Жижикин
- Кахі Кавсадзе

## Знімальна група
- Режисер — Євген Шелякін
- Сценарій — Євген Шелякін, Андрій Галанов, Олена Галанова
- Оператор — Даян Гайткулов

## Цікаві факти
- Продюсери фільму Ібрагім Магомедов, Бінка Анісімов — чемпіони КВН 1996 року.
- Андрій Галанов є засновником команди КВН «Махачкалинские бродяги».
- Сцена з фільму знімалася в місті Сергієв Посад в той час, коли по фільму прозвучало назва Переславль Залеський